# Kommissar X jagt die roten Tiger
Kommissar X jagt die roten Tiger ist der siebte Film der Kommissar-X-Serie des deutschen Produzenten Theo Maria Werner. Die Erstaufführung erfolgte am 20. August 1971.

## Handlung
Die Bande der roten Tiger schmuggelt Rauschgift aus Afghanistan über den Chaiber-Pass nach Pakistan, von wo es u. a. in die USA gelangt. Wer sich der Bande in den Weg stellt, wird ermordet, so auch der Amerikaner Lesley Stevens.
Um die Bande zu zerschlagen, werden Captain Tom Rowland und Kommissar X nach Pakistan entsandt. Sie erhalten drei Kontaktadressen: Jacky Clay (Stevens Sekretärin), Super-Intendent Ali und Mr. Khan. Noch vor ihrer Ankunft wird Mr. Khan getötet, angeblich von einem Tiger angefallen. Die ersten Spuren führen auf die amerikanischen Mafiosi Frank Stefani, Bosco und Paradiso, die sich nach Pakistan abgesetzt hatten.

## Kritiken
„Mit großem Aufwand inszeniertes oberflächliches Agentenstück. Brutaler und zynischer als die Vorgänger aus den 60er Jahren.“

 Die Segnalazione Cinematografiche bemängelten den „fehlenden Respekt vor Logik und Glaubwürdigkeit des auf abgedroschene Klischees setzenden“ Werkes. Dem „gemächlichen ersten Teil folgten Szenen roher Gewalt“, so das Journal weiter.

## Hintergrund
Der Film basiert auf dem gleichnamigen Kommissar-X-Roman von Manfred Wegener. Theo Maria Werner schrieb unter dem Pseudonym „Werner Hauff“ am Drehbuch mit. Etliche Szenen entstanden unter Mitwirkung der örtlichen Stämme in der Gegend des Chaiber-Passes.
Italienischer Titel ist F.B.I. Operazione Pakistan.

## Synchronisation
Tony Kendall wird von Harald Leipnitz gesprochen, Brad Harris von Rainer Brandt. Weitere Sprecher sind Heidi Treutler, Claus Biederstaedt, Helga Trümper, Horst Naumann, Wolfgang Hess und Klaus Kindler.